# Лубенець Тимофій Григорович
Тимофі́й Григо́рович Лубене́ць (21 лютого 1855, м. Кролевець, нині Сумської області — 14 квітня 1936) — український педагог і діяч народної школи. Послідовник Костянтина Ушинського.

## Біографічні дані
1873 року закінчив Чернігівську земську вчительську семінарію.
у 1883—1889 роках викладав російську мову та арифметику у 1-й Київській гімназії.
Від 1889 року — інспектор народних училищ при управлінні Київського навчального округу, потім — директор народних училищ Київської губернії.
Виступав за проведення загального обов'язкового початкового навчання, а також за навчання рідною мовою, за зв'язок школи з життям. Велику увагу приділяв проблемі народного вчителя.

## Праці
Автор наукових праць і посібників із питань початкової освіти, навчання рідною мовою. Серед них:
- «Книга для первоначального чтения в школе и дома» (1889).
- «Зёрнышко» (книги 1—2, Санкт-Петербург, 1910—1912).
- «Краткая русская грамматика» (Київ, 1911).
- «О наглядном преподавании» (Київ, 1911).
- «Педагогические беседы» (Санкт-Петербург, 1913).
- «Русский букварь» (Київ, 1917).
- «Як батьки повинні поводитися з дітьми» (Харків, 1931).
- «Читанка» (1883, 1917).